# Przewodów
Przewodów (uttal: /pʃe'woduf/) är en by i Gmina Dołhobyczów, ett administrativt distrikt i Hrubieszów län i Lublins vojvodskap (i östra Polen). Det ligger nära gränsen till Ukraina. Den ligger cirka 15 kilometer sydväst om Dołhobyczów, 39 km söder om Hrubieszów och 129 km sydöst om Lublin. Byn är belägen i den historiska regionen Galizien och hade 413 invånare år 2021.

## Historik

### Fram till 1500-talet
Przewodów är belägen i det gamla polska distriktet Belz. År 1403 var den del av den del av den romersk-katolska församlingen Rzeplin. 1435 köpte kastellanen i Belz, Jan Magier, byn från den dåvarande feodale ägaren släkten Radzanowski.
Under andra halvan av 1400-talet ärvdes byn av Andrzej Magier. 1554 övertogs den av Zofia Secygniowska (född Magier) som senare sålde den till Andrzej Dembowski, då borgmästare i Hrubieszów. Tio år senare noteras mängden odlingsbart land under byns kontroll till cirka motsvarande 134 hektar.

### Senare århundraden
1880 hade byn 120 bostadshus och 682 invånare. Enligt 1921 års folkräkning (byn hörde då under Lvivs vojvodskap) fanns då i byn 140 bostadshus och totalt 737 invånare. Detta inkluderade 34 judar och 658 ukrainare. Sedan 1800-talet har byn upplevt en betydande befolkningsminskning, och år 2021 bodde 413 invånare i Przewodów.

### 2022
15 november 2022 träffades byn av en robot, varvid två personer dödades. Träffen antas ha samband med dagens samfällda raketattack, där ryska styrkor under dagen skickade cirka 100 missiler mot olika mål i olika delar av Ukraina. Den attacken är del av Rysslands pågående invasion av Ukraina och sker samtidigt som G20-mötet i Nusa Dua på Bali i Indonesien. De två dödade personerna befann sig i ett område där torkning av spannmål pågick. Ledare i Nato-länderna Ungern, Polen och Lettland har med anledning av händelsen samlat till nationella säkerhetsråd.
Dagen därpå meddelade USA:s president Joe Biden att man trodde att missilen inte avfyrades från den ryska utan den ukrainska sidan, baserat på studier av missilens bana. Både Ryssland och Ukraina nyttjar robotar och andra missiler tillverkade i Ryssland eller Sovjetunionen, och Ukraina hade avfyrat en stor mängd missiler för att försöka stoppa den ryska raketattacken.